# 念佛寺山古墳
念佛寺山古墳（日语：／ Nenbutsujiyamakofun），又稱高坊山古墳，是位於日本奈良縣奈良市油阪町字山之寺的一座前方後圓墳，雖然實際上入葬者不明，但是古墳被宮內廳指定為第9代開化天皇的陵墓，稱為春日率川坂上陵。

## 概要
古墳位於奈良市中心的三條通與油阪通交界間，為一座大型前方後圓墳。由於宮內廳視古墳為天皇陵，因此目前為止仍然未全面在此進行過調查。
古墳是前方後圓墳，前方部分朝東南偏南。古墳域在近世時是附近念佛寺的寺域，當時古墳為念佛寺的墓地，部分墳丘因而被削掉，但是在幕末搬遷了墓地，並且進行了維修。然而，修建後的墳丘與原本的形態可能有很大的差異，現在未有階段式建築，後圓部分和前方部分的分界也不清楚，兩者的墳頂也變成平地，墓室種類也不明。
由於古墳的西側外堤出土了圓筒埴輪碎片，從其推測古墳建於古墳時代中期（約5世紀前半）。1975年和2008年，興建新鳥居工程時，在宮內廳書陵部監察下的調查中出土了有關古墳在江戶時代被當成墓地使用的藏骨器和木棺，2008年時除了上述兩項外還出土了人骨。翌年則進行了外堤和渡堤工程的事前調査。1988年，在透塀控柱改建工程中，於宮內廳書陵部監察下再次進行了調查。2002年，在興建出入通道工程中，再次在書陵部監察下進行調查。
古墳域在平城京年代位於左京三條六坊四坪，平城京興建之前，其範圍內有不少古墳分布於各處，但是由於興建平城京，念佛寺山古墳和傳垂仁天皇陵的寶來山古墳等大多遭到破壞或削平。古墳本身可能與這些已消失古墳形成過一組古墳群。

## 規模
古墳規模如下。
- 墳丘長：約100米
- 後圓部分
  - 直徑：約48米
  - 高：約8米
- 前方部分
  - 闊：約48米
  - 高：約6米

部分說法認為在文久修陵時，墳丘規模出現了變化，原本可能長約115至120米。

## 入葬者
雖然實際上入葬者不明，但是古墳被宮內廳指定為第9代開化天皇的陵墓。按《日本書紀》記載，開化天皇陵稱為「春日率川坂本陵（坂上陵）」，《古事記》稱其位於「伊邪河之坂上」，《延喜式》諸陵寮則記載為「春日率川坂上陵」，範圍為東西5段乘以南北5段，在京戶10人，視為遠陵，因此宮內據根據這些說法將古墳視為開化天皇陵。然而，由於開化天皇是稱為闕史八代的天皇之一，在《日本書紀》和《古事記》中均存在較為誇大的描述，其是否真實存在過，至今仍然未有定論。
有些說法認為在文久修陵以前，只有後圓部分的墳頂的圓丘狀高地部分是開化天皇陵。

## 外部連結
- 春日率川坂上陵 （页面存档备份，存于）